# ダナエ (ティツィアーノ、エルミタージュ美術館)
『ダナエ』（伊: Danae, 露: Даная, 英: Danaë）は、イタリアのルネサンス期のヴェネツィア派の巨匠ティツィアーノ・ヴェチェッリオの工房が1553年から1554年頃に制作した絵画である。油彩。ギリシア神話の英雄ペルセウスの母となったダナエの物語を主題としている。ギリシア神話によると、ダナエはアルゴス王アクリシオスの娘で、父アクリシオスによって青銅の部屋に幽閉されるが、ゼウス（ローマ神話のユピテル）は黄金の雨に変身して彼女と交わったと語られている。ティツィアーノおよび工房が制作した一連の『ダナエ』の1つで、18世紀に美術収集家ピエール・クロザ、ロシア皇帝エカチェリーナ2世に所有されたことが知られている。現在はサンクトペテルブルクのエルミタージュ美術館に所蔵されている。

## 作品

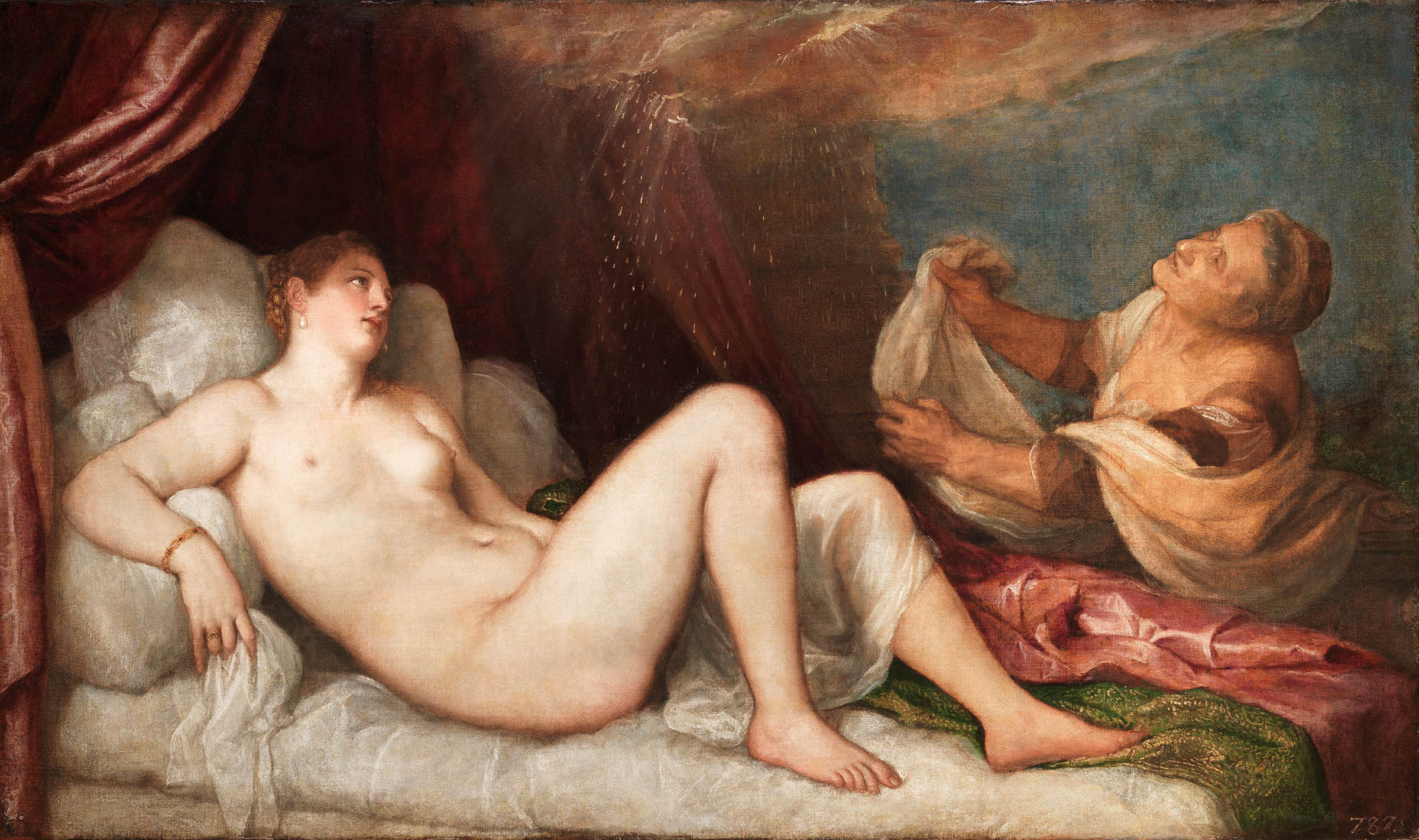
アプスリー・ハウスの『ダナエ』。《ポエジア》のバージョンとされる。1553年。

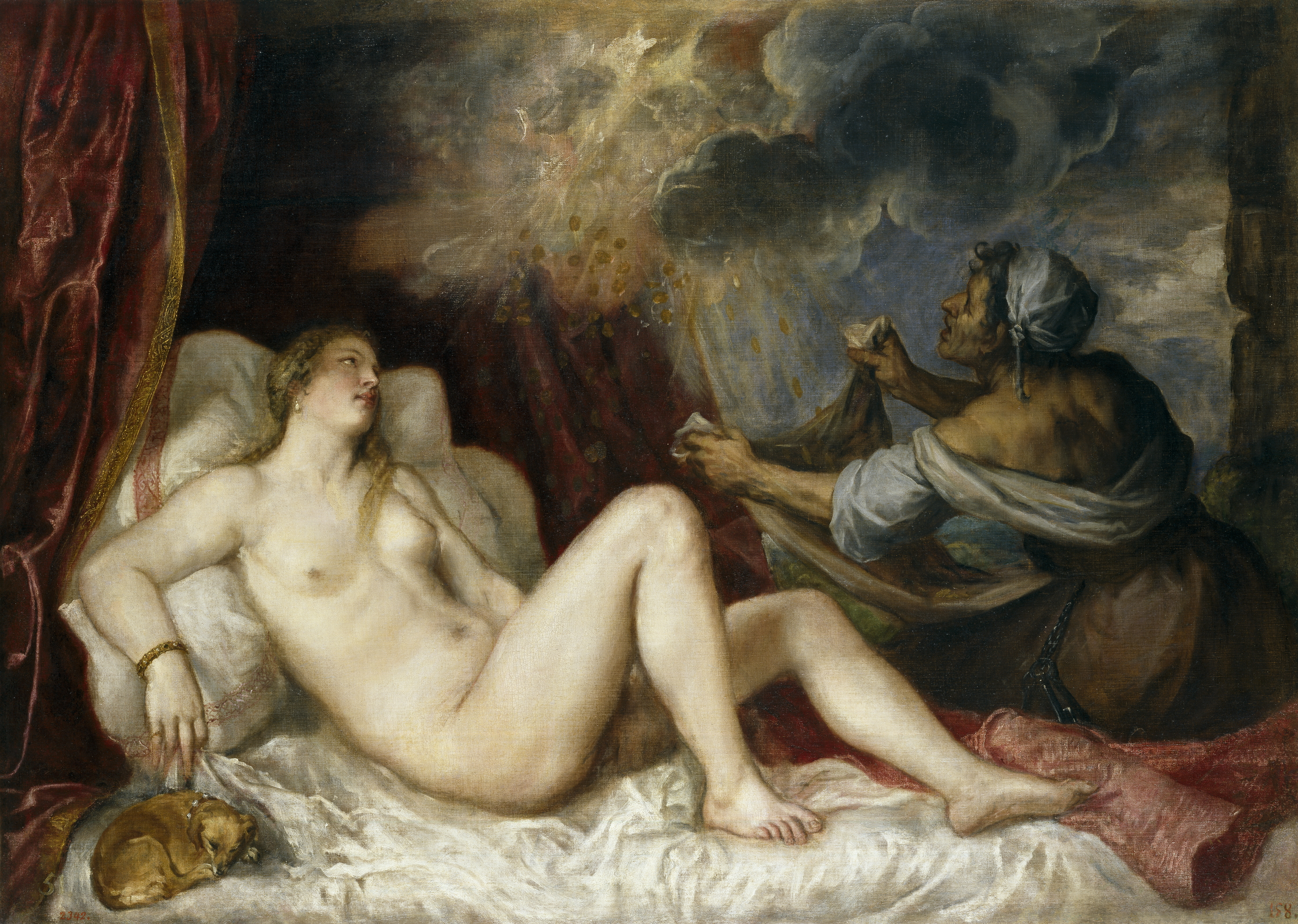
プラド美術館の『ダナエ』。1560年から1565年頃。

ティツィアーノは、ベッドの上に横たわるダナエと、彼女の頭上に顕現したゼウスを描いている。ゼウスは画面上に雷光をともなう黒雲となって出現している。雲の間にゼウスの顔が見えており、黄金の雨としての金貨に変身し、ダナエに降り注いでいる。
画面右では年老いた女性の召使が驚き、腰のエプロンを両手で広げて、降り注ぐ金貨を受け止めている。これに対して黒雲を見上げるダナエは冷静である。背後のクッションに沈み込んだダナエの顔は半影の中にあり、驚くことも大騒ぎすることなく、ゼウスの愛を当然のことのように受け入れている。ダナエを包み込む甘美な倦怠感は彼女の顔ではなく、むしろ彼女の身体によって表現されている。
ダナエは右の手首と薬指にそれぞれブレスレットと指輪をはめ、ベッドの天蓋から垂れ下がった深紅のカーテンをつかんでいる。左の太股を覆っている白い布の上には数枚の金貨が落ちている。
絵画の保存状態は良好であるものの、他の真筆性が認められているバージョンと比較するとその品質は劣っている。ダナエの顔は歪んでおり、編まれた髪は紐のように見える。

### 図像的系譜
このバージョンの特徴は黒雲の間にゼウスの顔が描かれている点である。全体的な構図は、ロンドンのアプスリー・ハウスに所蔵されている、スペイン国王フェリペ2世のために制作された《ポエジア》の作品のヴァリアントである。このバージョンはもともと《ポエジア》の『ヴィーナスとアドニス』（Venere e Adone）とほぼ同じ大きさだったが、18世紀末に上部の約3分の1が切断された。この切断された部分に本作品と同じくゼウスの顔（およびアトリビュートの雷と鷲）が描かれていたことが分かっている。
制作年代も《ポエジア》の作品の完成後間もない1554年頃と考えられている。

### 帰属
帰属については工房作と見なされることが多い。しかし美術史家ゲオルク・グロナウ（1904年）、バーナード・ベレンソン（1932年）、ロドルフォ・パルッキーニ（1952年, 1954年, 1969年）、フランチェスコ・ヴァルカノーヴァ（Francesco Valcanover, 1969年）らはティツィアーノの作品であることを認めている。いずれにせよ、現在は完全な真筆画とは考えられていない。
X線撮影を用いた調査では、制作過程でいくつかの変更が加えられていることが判明した。当初、ダナエの右手は現在よりもやや高い位置に描かれていた。召使の顔は現在よりも若く、召使の頭の被り物はスカーフ状をしており、あごの下で結んでいた。これらの変更はおそらくティツィアーノ自身によって行われた。

## 来歴
絵画は1633年にフランス王国の国務長官ルイ・フェリポー・ド・ラ・ヴリリエールのコレクションの目録に記載されている。この後、テヴェニン・コレクション、プルヴァレ・コレクションを経て、18世紀にピエール・クロザの重要なコレクションに加わった。絵画はピエールの死後、甥のシャテル侯爵ルイ・フランソワ・クロザ、その兄弟のティエール男爵ルイ＝アントワーヌ・クロザに相続された。コレクションにはラファエロ・サンツィオの『聖母子と髭のない聖ヨセフ』（Sacra Famiglia con san Giuseppe imberbe）や『聖ゲオルギウスと竜』（San Giorgio e il drago）、ジョルジョーネの『ユディト』（Giuditta）、レンブラント・ファン・レインの『ダナエ』（Danaë）、『天使のいる聖家族』（De Heilige Familie met engelen）などの傑作が含まれていた。ティエール男爵が死去した2年後の1772年、クロザ・コレクションは哲学者・美術批評家ドゥニ・ディドロを通じて、ロシア皇帝エカチェリーナ2世に売却された。『ダナエ』はクロザ・コレクションの「真珠」と見なされ、美術商のクロード・ラルマン（Claude Lallemant）によって12,000リーヴルと評価された。

## ギャラリー
他のバージョン

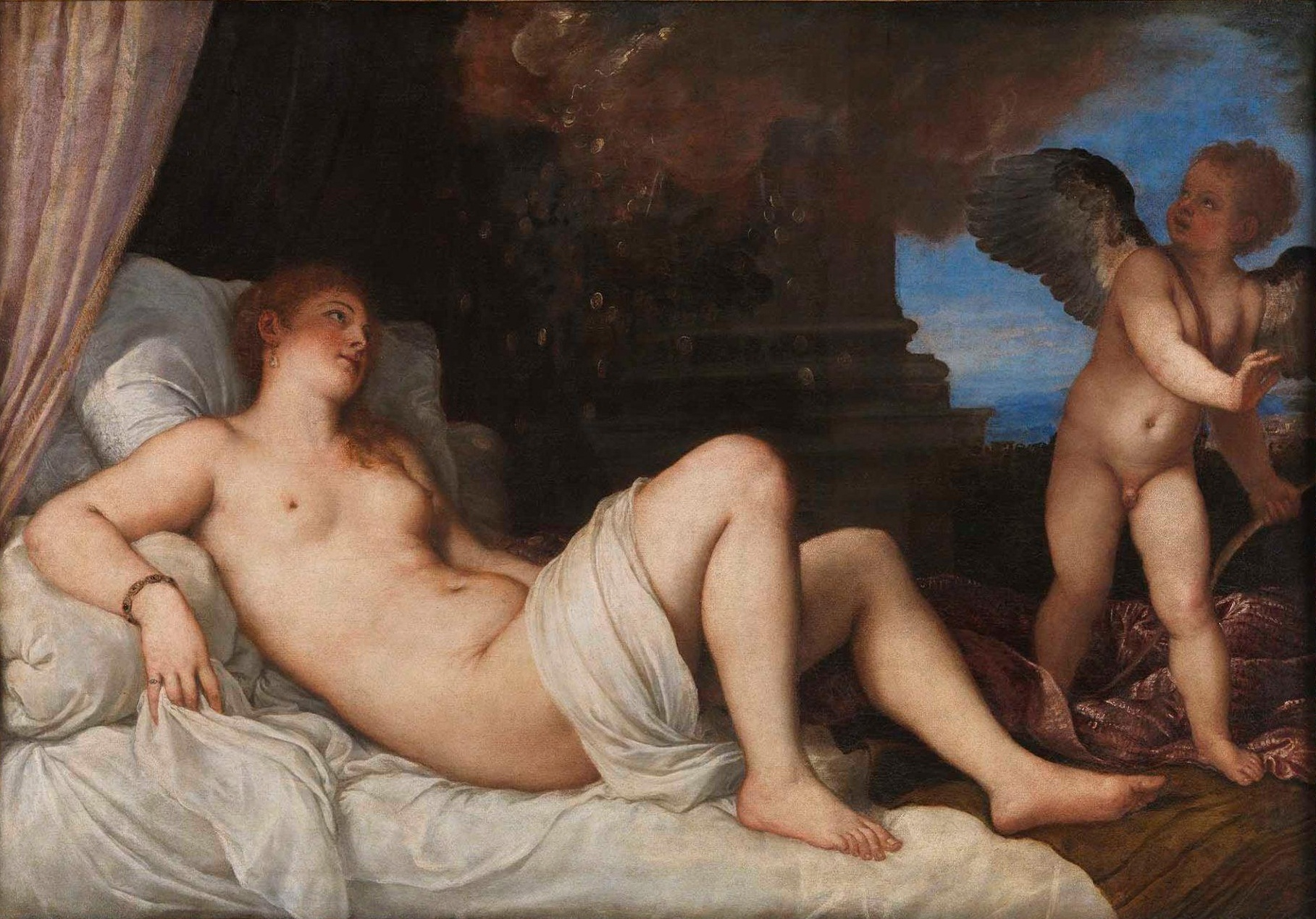
ティツィアーノ『ダナエ』1544年-1545年 カポディモンテ美術館所蔵
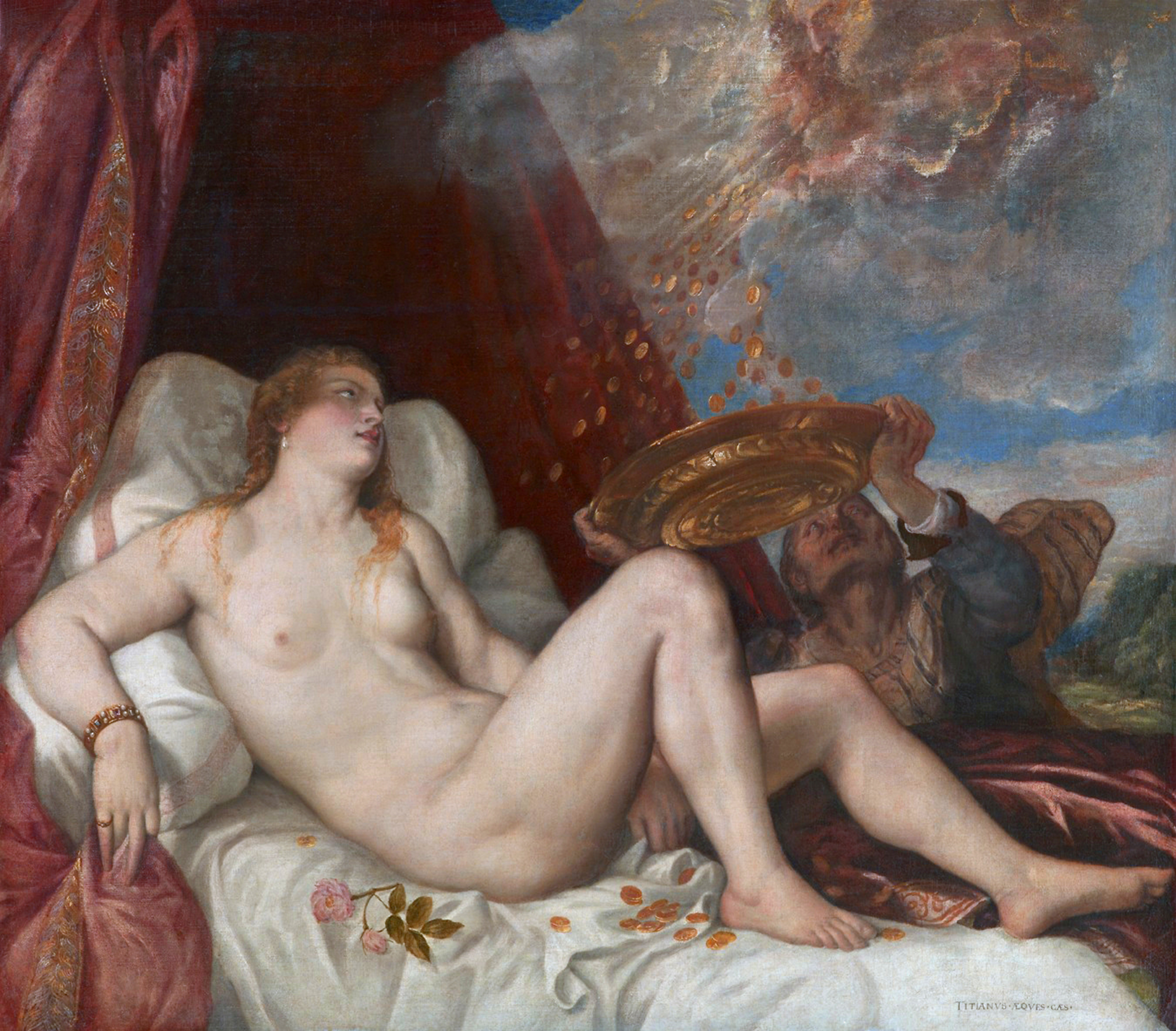
ティツィアーノと工房『ダナエ』1554年ごろ 美術史美術館所蔵

関連画像

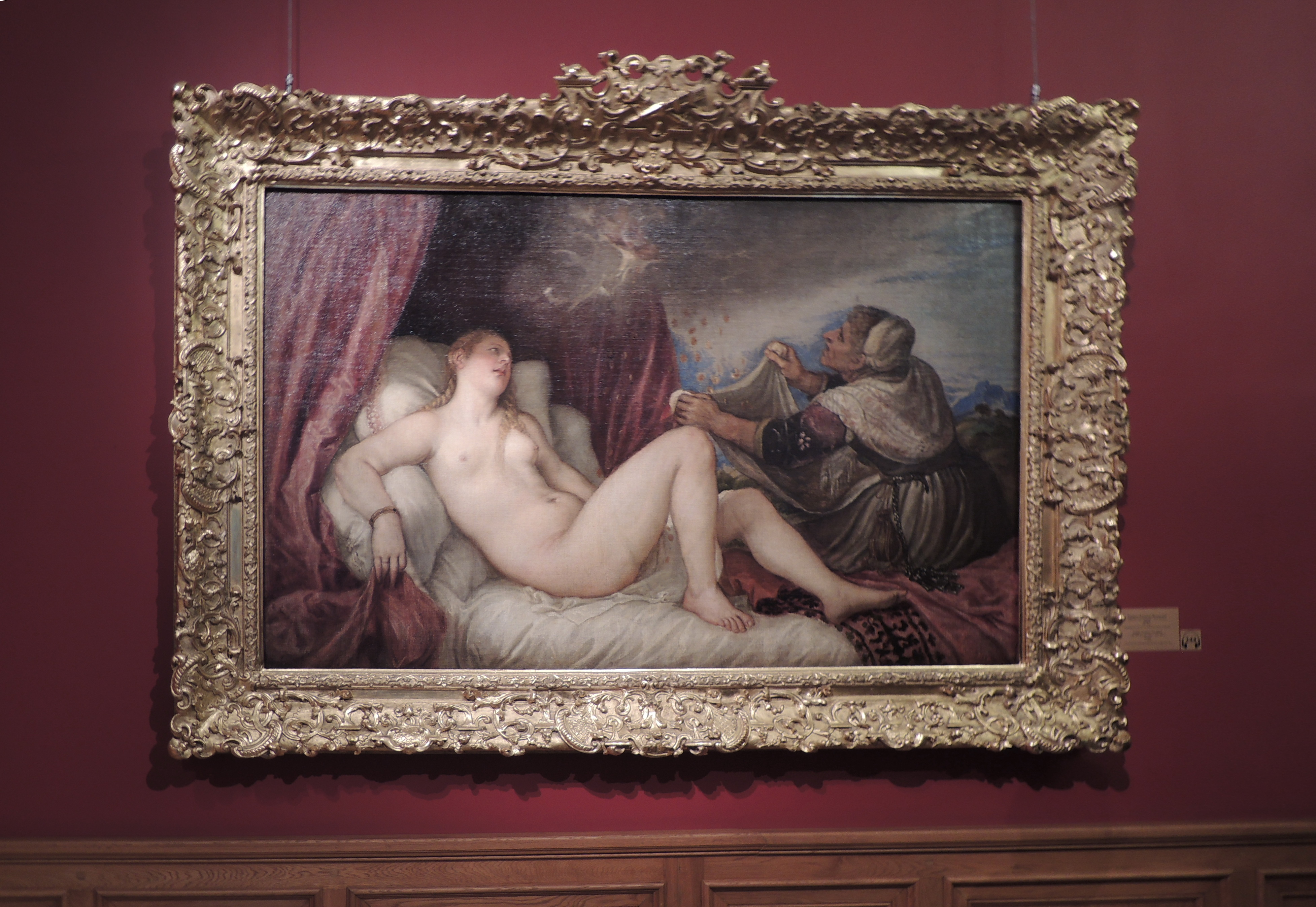
額縁と展示
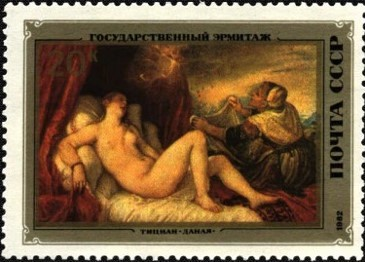
ソ連時代の1982年に発行された切手
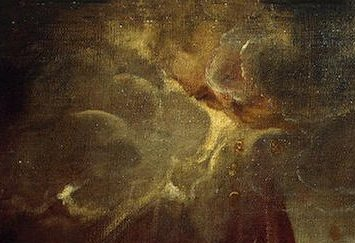
雲間から見えるゼウス（ユピテル）の顔（ディテール）